# Juan Pablo Langlois
Juan Pablo Langlois Vicuña (Santiago, 26 de febrero de 1936-ibid., 26 de noviembre de 2019) fue un arquitecto y artista visual chileno, dedicado especialmente a la escultura y las instalaciones. Es definido como el «pionero de la instalación en Chile».

## Carrera
Estudió arquitectura en la Pontificia Universidad Católica de Chile y en la Pontificia Universidad Católica de Valparaíso, entre 1952 y 1962. Fue influenciado por Josef Albers, uno de los principales exponentes de la Escuela de la Bauhaus, quien dictó un curso en Chile durante un semestre. Su primera etapa artística estuvo muy ligada a la arquitectura, realizando investigación bidimensional en torno al Op-art.
Posteriormente concentró su trabajo artístico en la práctica de la instalación, dejando de lado los elementos tradicionales del arte. En 1969 realizó la primera instalación del arte chileno, titulada Cuerpos blandos, en el Museo Nacional de Bellas Artes (MNBA) —entonces dirigido por Nemesio Antúnez— en Santiago, que consistía en «bolsas de basura rellenas de papel que unidas entre sí formaron una manga de 300 metros que recorría diversos recintos del edificio». También realizó intervenciones y exposiciones como El colchón amatorio, El carnet sentimental y El pan.
Obtuvo la licenciatura en arte de la Universidad Arcis en 1992. En 1997 presentó su exposición Miss en el MNBA, «donde lo cómico se insertó en lo serio, lo grotesco en lo trágico, lo puro en lo impuro y lo feo en lo bello, gesto recurrente en todas las obras de Langlois Vicuña». En 2012 se realizó una retrospectiva de su obra en Matucana 100, y en 2018 su trabajo fue expuesto en la muestra Afterwards no one will remember (Después nadie recordará), realizada en la Cindy Rucker Gallery de Nueva York.
Falleció en 2019, aquejado de un cáncer.

## Obras
- Cuerpos Blandos (1969)
- Sin título (1973)
- Sin título (1973)
- Sin título (1973)
- Bella Cruz (1990)
- Escena de caza (1996)
- Sin título (2000)
- América Resumida